# 윤덕섭
윤덕섭(尹德燮, 1921년 4월 12일 ~ 1951년 7월 28일)은 일제강점기 초등학교 교사였다. 1921년 4월 12일에 남해군 이동면 신천리에서 출생하여  1941년 대구사범대학 재학중 조직적인 항일운동을 전개하기 위하여 항일학생결사 "연구회"를 비밀리에 결사 조직하고 매월 2회 이상 회합하여 한민족의 독립의 필연성과 가능성을 숙론하고 졸업후 남해군 중현공립보통학교 교사로 재직하면서 민족의식 앙양(昻揚)을 선도하다가 1941년 7월에 경찰에 피검되어 1943년에 2년 6월의 형을 받고 대구감옥에서 옥고를 치렀다.

## 생애
대구사범학교 재학중 1941년 1월에 임 굉(林宏)·이태길(李泰吉)·장세파(張世播) 등 동교생들과 함께 당시 대구 동운동(東雲洞) 소재 이무영(李茂榮)의 집에 모여 항일학생결사 「연구회(硏究會)」를 조직하였다.
동회는 조국독립을 위한 실력배양과 민족의식 고취를 목적한 단체로서, 회원들은 당시 국제정세를 분석하여 일제의 패망을 예견하고 다가올 독립에 대비하기 위해 실력을 양성해서 독립후 각기 전문 분야의 최고권위자가 될 것을 다짐했다.
따라서 이들은 학술연구를 표방하면서 항일의식을 고양하였으며, 회의 운영을 위해 비밀엄수·매월 10일 연구발표와 하급생지도 및 동지포섭 등의 방침을 정하고 또한 각 부서를 정했는데 이때 그는 수학부책임의 일을 맡았다.
동회는 1941년 2월부터 1941년 3월까지 6회의 모임을 갖고 활동 및 결의사항을 추진하였다. 
그런데 졸업기를 당하여 회원들이 졸업을 하게 되었으므로 이들은 장기적인 사업계획을 하였다. 즉 졸업 후 각기 국민학교 교사로 부임하게 되면 우수한 아동들에게 수재교육을 실시하여 독립에 필요한 인재를 양성하기로 한 것이다. 그리고 그와같은 현지의 활동상황 및 성과를 매월 1회 사무원에게 보고하도록 하고, 이렇게 보고된 상황은 취합하여 다시 전회원에게 배부하기로 하였는데 이때 우송방법은 일제의 감시를 피하기 위하여 공문을 가장하기로 했다.
그리하여 그는 1941년 3월에 동교 졸업 후 경남 남해군 소재 중현공립국민학교 교사로 근무하면서 학생들에게 민족의식을 앙양시키며 연구회의 사업을 수행하였다.
그런데 1941년 7월, 대구사범학교 윤독회의 〈반딧불〉이 일경의 손에 들어가게 됨으로써 대구사범학교 비밀결사의 전모가 드러나게 되었다.
이로 인하여 그도 일경에 붙잡혔으며, 붙잡힌 후 미결수로 2년여 동안 혹독한 고문을 당하다가 1943년 11월에 대전지방법원에서 징역 2년 6월형을 언도받고 옥고를 치렀다.
고문과 장기 옥고로 불구의 몸이 되어 1951년 7월에 생을 마감하였다.

## 상훈과 추모
- 1963년에 대통령표창
- 1991년에 애국장

## 관련 자료
- 일제침략하한국36년사 12권 596면
- 한국독립사(김승학) 하권 205면
- 독립운동사자료집(국가보훈처) 13권 800·809·814·815·818·826·829면
- 예심종결결정(1943. 2. 8 대전지방법원)
- 독립운동사(국가보훈처) 9권 769·776면